# Ronald Shannon Jackson
Ronald Shannon Jackson (Fort Worth, Texas, 12 de enero de 1940-19 de octubre de 2013) fue un baterista, percusionista y flautista estadounidense de jazz.

## Historial
Su formación académica la recibió con el piano, el saxo y el trombón, aunque no para la batería, instrumento con el que, sin embargo, comenzó su carrera profesional. En la Lincoln University toca, en jam sessions, con Lester Bowie, Leroy Cooper y James Clay, en cuyo grupo se enrola para irse a California. Trasladado más tarde a Nueva York, toca con Betty Carter, Charles Mingus y Charles Tyler, con quien graba su primer disco como "sideman". En 1966, toca varios meses con Albert Ayler y, después, con una gran número de primeras figuras del bop: Jackie McLean, McCoy Tyner, Charles Lloyd, Freddie Hubbard, Joe Henderson, Kenny Dorham...
En 1975, se incorpora al grupo de Ornette Coleman, y trabaja con Cecil Taylor, tocando la flauta. En 1980, funda su grupo "The Decoding Society", con el que realiza un buen número de grabaciones. Toca también con James Blood Ulmer y realiza giras con Peter Brötzmann y Sonny Sharrock. En 1987 cofunda el grupo "Power Tools" (con el guitarrista Bill Frisell y el bajista Melvin Gibbs) y, después, "SXL" (con Bill Laswell, el violinista L. Shankar, el percusionista senegalés Aiyb Dieng, y el grupo de percusión coreano SamulNori); En 1988, junto con Lasswell, toca con el saxofonista japonés Akira Sakata y, en los años siguientes, graba con Billy Bang y Albert Mangelsdorff. Durante los últimos años de vida estuvo tocando con Joseph Bowie y otros músicos contemporáneos.
Falleció de leucemia el 19 de octubre de 2013 a los 73 años.

## Discografía
La discografía completa de Jackson, incluye:

### Como líder
- Eye on You (About Time, 1980)
- Nasty (Moers Music, 1981)
- Street Priest (Moers, 1981)
- Mandance (Antilles Records, 1982)
- Barbeque Dog (Antilles, 1983)
- Montreux Jazz Festival (Knit Classics, 1983)
- Pulse (Celluloid, 1984)
- Decode Yourself (Island, 1985)
- Taboo (Venture/Virgin, 1981-83)
- Earned Dream (Knit Classics, 1984)
- Live at Greenwich House (Knit Classics, 1986)
- Live at the Caravan of Dreams (Caravan of Dreams, 1986)
- When Colors Play (Caravan of Dreams, 1986)
- Texas (Caravan of Dreams, 1987)
- Red Warrior (Axiom, 1990)
- Raven Roc (DIW, 1992)
- Live in Warsaw (Knit Classics, 1994)
- What Spirit Say (DIW, 1994)
- Shannon's House (Koch, 1996)

(las fechas son de la grabación, no de la publicación)

### Con otros artistas
Con "Last Exit"
- Köln (ITM, 1986)
- Last Exit (Enemy, 1986)
- The Noise of Trouble (Enemy, 1986) con Akira Sakata y Herbie Hancock
- Cassette Recordings 87  (Celluloid, 1987)
- Iron Path (Virgin, 1988)
- Headfirst into the Flames: Live in Europe (Muworks, 1989)

Con "Mooko"
- Japan Concerts (Celluloid, 1988)

Con "Music Revelation Ensemble"
- No Wave (Moers, 1980)
- Music Revelation Ensemble (DIW, 1988)

Con "Power Tools"
- Strange Meeting (Antilles, 1987)

Con "SXL"
- Live in Japan (Terrapin/Sony Japan, 1987)
- Into the Outlands (Celluloid, 1987)

Como acompañante
- Albert Ayler: At Slug's Saloon, vols. 1&2 (ESP, 1966)
- Albert Ayler: Holy Ghost: Rare and Unreleased Recordings (Revenant, 1962-70)
- Ornette Coleman: Dancing in Your Head (A&M, 1973, 1975)
- Ornette Coleman: Body Meta (Artists House, 1975)
- Bill Laswell: Baseline (Elektra Musician, 1982)
- Cecil Taylor: The Cecil Taylor Unit (New World, 1978)
- Cecil Taylor: 3 Phasis (New World, 1978)
- Cecil Taylor: One Too Many Salty Swift and Not Goodbye (Hat Hut, 1978)
- Charles Tyler: Charles Tyler Ensemble (ESP, 1966)
- James Blood Ulmer: Are You Glad to Be in America? (Rough Trade, 1980)
- James Blood Ulmer: America: Do You Remember the Love? (Blue Note, 1986)
- John Zorn: Spillane (Nonesuch, 1986-87)